# Carhartt
Carhartt is een Amerikaans kledingbedrijf dat is opgericht in 1889. Het staat vooral bekend om zijn vrijetijdskleding, zoals jassen, broeken en T-shirts. Carhartt is een familiebedrijf dat nog altijd in handen is van de nakomelingen van oprichter Hamilton Carhartt. Het hoofdkantoor bevindt zich in Dearborn (Michigan).

## Geschiedenis

### Verenigde Staten
Toen het merk Carhartt in 1889 in de Verenigde Staten op de markt kwam, werden de eerste kledingstukken oorspronkelijk gemaakt voor spoorwerkers, die behoefte hadden aan sterke en warme kleding. In de loop van de tijd kwam er steeds meer vraag naar kleding van Carhartt voor niet beroepsspecifieke doeleinden. Deze stijging in populariteit kan men voor vooral toeschrijven aan de kwaliteit, de duurzaamheid en de bestendigheid tegen water, vuur en slijtage, die werd verkregen door de hoog technologische materialen die werden gebruikt voor de kledingstukken. In de jaren 90 werd Carhartt als modieus merk gezien in de hiphopcultuur; zo gebruikte Tommy Boy Records jassen van Carhartt voor promotiedoeleinden. Volgens Steven J. Rapiel was dit omdat deze personen warme jassen nodig hadden. Toen de jeugd deze jassen van Carhartt zag, waren deze binnen de kortste keren de nieuwste rage. Als gevolg van de plotselinge populariteit, bracht Carhartt in 2007 Carhartt for Women uit.
Tijdens de aanslagen op 11 september 2001 in New York deelde Carhartt duizenden pullovers uit aan reddingswerkers.

### Internationaal
In 1997 bouwde Carhartt hun eerste buitenlandse fabriek in het Mexicaanse Penjamo, Guanajauto. Niet veel later, in 2001, opende ze hun tweede fabriek, zo'n 19 kilometer verder, in Irapuato. In 2003 kwamen er twee fabrieken bij. Momenteel bezit Carhartt vier fabrieken in twee Mexicaanse staten. In twee van de vier fabrieken wordt al het naaiwerk verricht, in een ander wordt er genaaid en gesneden, en in de laatste fabriek wordt de kleding gewassen en volledig klaar gemaakt voor distributie. In de vier fabrieken samen werken meer dan 2000 werknemers.
Door het feit dat deze werknemers over een vakbond beschikken, werken ze onder goede werkomstandigheden en ontvangen ze een degelijk loon. Desalniettemin kan men bij T-shirts of goedkopere producten verwijzingen vinden zoals "made in Vietnam".

### Geschiedenisoverzicht
| Jaartal | Gebeurtenis                                                 |
| ------- | ----------------------------------------------------------- |
| 1889    | Het merk Carhartt komt op de markt.                         |
| 1990    | Carhartt wordt modieus binnen de hiphopcultuur.             |
| 1997    | The Carhartt Company opent haar eerste fabriek in Mexico.   |
| 2001    | Carhartt helpt bij 9/11.                                    |
| 2001    | The Carhartt Company opent haar tweede fabriek.             |
| 2003    | Het bedrijf koopt 2 fabrieken over.                         |
| 2006    | Carhartt komt naar Europa.                                  |
| 2007    | Carhartt lanceert zijn eerste Carhartt For Women-collectie. |